# Asmus Anthony
Asmus Anthony (auch: Asmus Anthoni; * vor 1700; † 1712 in Celle) war ein deutscher Gartenmeister und Landschaftsarchitekt.

## Leben
Asmus Anthony arbeitete zu Beginn des Kurfürstentums Braunschweig-Lüneburg als Nachfolger von René Dahuron in den Diensten des Landesherrn Georg Ludwig. Als dessen Angestellter legte er im Jahr 1700 von Ostern bis Michaelis den Garten von Schloss Ahlden an – und wurde für diese halbjährige Tätigkeit mit 69 Thalern Gehalt entgolten.
Ab dem Jahr 1700, spätestens aber ab 1701 oder 1702 bekleidete Asmus Anthony das Amt des Vorstandes für den Französischen Garten in der vormaligen Residenzstadt Celle – und erhielt hierfür laut den Rechnungen ein Gehalt von 527 Thalern, wovon 227 Thaler für seine drei Gesellen zu zahlen waren.
1704 und 1705 reiste Anthony mehrfach nach Bruchhausen, wo seine Knechte innerhalb von 5 Wochen eine neue Allee aus Linden anlegten. Nach dem Tode von Herzog Georg Wilhelm trat Anthony in den Dienst von Kurfürst Georg Ludwig, blieb jedoch in Celle.
Von Celle aus beaufsichtigte Asmus Anthony in den Jahren von 1707 bis 1710 die Orangerie im Großen Garten von Herrenhausen vor Hannover, in dem seinerzeit der Pomeranzengärtner Anton Spanuth wirkte. Zeitweilig beaufsichtigte Anthony auch den Küchengarten bei Linden. In etwa dem gleichen Zeitraum erhielt Anthony von 1709 bis 1711 in Celle Unterstützung durch den „Supernumerair-Gartengesellen“ Heinrich Jacob Löpentin.
Ausweislich einer Bemerkung im Kirchenbuch der Stadtkirche St. Marien ist Asmus Anthony in Celle verstorben und wurde dort auch beerdigt.
Nachfolger des 1712 verstorbenen Anthonys als Gartenkünstler des Französischen Gartens in Celle wurde 1713 oder 1714 Ernst August Charbonnier.